# Полтавський район (1925—2020)
Полта́вський райо́н — колишній район України на заході Полтавської області з адміністративним центром у місті Полтаві, який існував протягом 1925—2020 років і був ліквідований під час Адміністративно-територіальної реформи в Україні.
7 березня 1923 року був створений Супрунівський район, 30 вересня 1925 року район перейменовано на Полтавський район (з перенесенням адм. центру).
 1930 року район ліквідовано, 1939 р. відновлено.

## Географія
Район розташований у північно-східній частині Полтавської області.
Площа району становить 1259,89 км² (4,4 % від території області).
Полтавський район лежить у межах Придніпровської низовини, а саме Полтавської рівнини. Поверхня — хвиляста рівнина, розчленована річками: Ворсклою, Коломаком, Свинківкою, Баришівкою та іншими, які належать до басейну Дніпра.

### Природні ресурси
На території району відкрито ряд родовищ, у яких видобувають нафту, газ, газоконденсат (Семенцівське, Мачухівське, Абазівське, Макарцівське, Сх. Полтавське).
- державного значення (відкрито ряд родовищ, у яких видобувають нафту, природний газ, газоконденсат — Семенцівське, Мачухівське, Абазівське, Макарцівське, Східно — Полтавське);
- місцевого значення (пісок — 15000,0 тис. куб.м., глина легкоплавка — 830,0 тис. куб.м., інше (суглинок) — 7354,0 тис. м., торф, бішофіт.

## Адміністративний поділ
Адміністративно Полтавський район поділений на 26 сільських рад, які об'єднують 148 населених пунктів.

## Економіка
Господарський комплекс становлять 15 промислових підприємств, 6 будівельних організацій, 2 організації, які здійснюють діяльність у сфері геології та геологорозвідування, 22 сільськогосподарських підприємства та 154 фермерських господарств.

### Промисловість
У районі діють 15 промислових підприємств:
- ВАТ «Комбінат виробничих підприємств» (виробництво збірного залізобетону),
- ТОВ «Моторсервіс» (виробництво сільськогосподарського обладнання),
- підприємство Надержинщинської виправної колонії № 65 (виробництво швейних виробів),
- ЗАТ «Божківський комбікормовий завод» (виробництво комбікормів),
- ТОВ «НЕТСО» (виробництво виробів шляхом витягування дроту),
- Божківський цегельний завод Полтавського Райагробуду (виготовлення цегли),
- Державне підприємство Полтавський лісгосп,
- Колективне деревообробне підприємство «Клен» (виробництво столярних виробів),
- підприємство Божківської виправної колонії № 16,
- ТОВ АФ «Джерело» (переробка м'яса і молока),
- ПП «ВАС» (виробництво металевих виробів),
- ТОВ «ПМШК-19» (виробництво бетонних виробів для дорожнього будівництва),
- ТОВ «Сигнал» (виробництво дорожніх знаків),
- ТОВ «Тепломашсервіс» (виготовлення вузлів та деталей до машин спеціального призначення),
- ПП «Денас» (ремонт машин та спецобладнання).

Обсяг реалізованої промислової продукції (робіт, послуг) у відпускних цінах підприємства за 2007 рік становить 65,2 млн грн. Темп росту обсягу виробництва промислової продукції до 2006 року склав 177,5 %.

### Агропромисловий комплекс
Агропромисловий комплекс району представляють 22 сільськогосподарські підприємства та 154 фермерських господарств.
Основні напрямки: у рослинництві — виробництво зерна, у тваринництві — виробництво м'яса, молока, яєць.
Виробництво основних видів продукції сільськогосподарськими підприємствами становить:
- зернові — 669377 ц;
- цукровий буряк — 286817 ц;
- картопля — 663 ц;
- молоко — 148083 ц;
- м'ясо (реалізовано на забій) — 16890 ц;
- м'ясо (вирощено) — 19225 ц;
- яйце — 447,5 тис. шт.;
- надій на 1 корову — 3981 ц;

### Мале підприємництво
На 1 січня 2008року в районі зареєстровано:
- 244 малих підприємства;
- 2751 фізичних осіб.

Кількість СМП на 1 тис. чол. населення — 45. Чисельність працюючих на малих підприємствах (тис. чол.) — 1,58. Кількість фермерських господарств (одиниць) — 154.
Частка малого підприємництва у загальному обсязі реалізованої продукції та виконаних робіт і послуг — 12,7,0 %. Питома вага суб'єктів підприємницької діяльності у загальній сумі надходжень до бюджетів усіх рівнів — 10,6 %.

## Природно-заповідний фонд

### Заказник загальнодержавного значення
Вільхівщинський.

### Заказники місцевого значення
Воронянський, Кротенківський, Рожаївський, Розсошенський, Руднянський.

### Пам'ятки природи ботанічні
Дубовий гай, Дуб черешчатий, Зарості цибулі ведмежої, Козацькі дуби, Урочище «Триби».

### Пам'ятка природи гідрологічна
Криниця Петра І.

### Заповідне урочище
Вільшане.

### Парк-пам'ятка садово-паркового мистецтва
Куликівський парк.

## Транспорт
Районом проходить низка важливих транспортних коридорів, серед них автошляхи E40М03 та E584.

## Населення
Розподіл населення за віком та статтю (2001):
| Стать | Всього | До 15 років | 15-24 | 25-44 | 45-64 | 65-85 | Понад 85 |
| --- | ------ | ----------- | ----- | ----- | ----- | ----- | -------- |
| Чоловіки | 31 120 | 5030        | 5213  | 9344  | 8235  | 3129  | 169      |
| Жінки | 35 580 | 4765        | 4603  | 9441  | 9500  | 6434  | 837      |
| \| Статево-вікова піраміда \| Статево-вікова піраміда \| Статево-вікова піраміда \| \| ----------------------- \| ----------------------- \| ----------------------- \| \| Чоловіки \| Вік \| Жінки \| \| 169 \| 85 + \| 837 \| \| 233 \| 80-84 \| 963 \| \| 672 \| 75-79 \| 1910 \| \| 1072 \| 70-74 \| 2017 \| \| 1152 \| 65-69 \| 1544 \| \| 2244 \| 60-64 \| 2846 \| \| 1365 \| 55-59 \| 1674 \| \| 2274 \| 50-54 \| 2420 \| \| 2352 \| 45-49 \| 2560 \| \| 2459 \| 40-44 \| 2741 \| \| 2319 \| 35-39 \| 2388 \| \| 2142 \| 30-34 \| 2084 \| \| 2424 \| 25-29 \| 2228 \| \| 2623 \| 20-24 \| 2225 \| \| 2590 \| 15-20 \| 2378 \| \| 2258 \| 10-14 \| 2150 \| \| 1600 \| 5-9 \| 1492 \| \| 1172 \| 0-4 \| 1123 \| |        |             |       |       |       |       |          |
| Статево-вікова піраміда |        |             |       |       |       |       |          |
| Чоловіки | Вік    | Жінки       |       |       |       |       |          |
| 169 | 85 +   | 837         |       |       |       |       |          |
| 233 | 80-84  | 963         |       |       |       |       |          |
| 672 | 75-79  | 1910        |       |       |       |       |          |
| 1072 | 70-74  | 2017        |       |       |       |       |          |
| 1152 | 65-69  | 1544        |       |       |       |       |          |
| 2244 | 60-64  | 2846        |       |       |       |       |          |
| 1365 | 55-59  | 1674        |       |       |       |       |          |
| 2274 | 50-54  | 2420        |       |       |       |       |          |
| 2352 | 45-49  | 2560        |       |       |       |       |          |
| 2459 | 40-44  | 2741        |       |       |       |       |          |
| 2319 | 35-39  | 2388        |       |       |       |       |          |
| 2142 | 30-34  | 2084        |       |       |       |       |          |
| 2424 | 25-29  | 2228        |       |       |       |       |          |
| 2623 | 20-24  | 2225        |       |       |       |       |          |
| 2590 | 15-20  | 2378        |       |       |       |       |          |
| 2258 | 10-14  | 2150        |       |       |       |       |          |
| 1600 | 5-9    | 1492        |       |       |       |       |          |
| 1172 | 0-4    | 1123        |       |       |       |       |          |

Національний склад населення за даними перепису 2001 року:
| Національність | Кількість осіб | Відсоток |
| -------------- | -------------- | -------- |
| українці       | 62146          | 93,17%   |
| росіяни        | 3752           | 5,62%    |
| білоруси       | 227            | 0,34%    |
| вірмени        | 109            | 0,16%    |
| молдовани      | 87             | 0,13%    |
| інші           | 383            | 0,57%    |

Мовний склад населення за даними перепису 2001 року:
| Мова       | Кількість осіб | Відсоток |
| ---------- | -------------- | -------- |
| українська | 62577          | 93,81%   |
| російська  | 3831           | 5,74%    |
| вірменська | 76             | 0,11%    |
| білоруська | 74             | 0,11%    |
| молдовська | 38             | 0,06%    |
| інші       | 108            | 0,16%    |

Кількість населення станом на 1 січня 2008 року — 66566 чол. Кількість пенсіонерів — 18670 (28,0 % від загальної кількості населення району). Щільність проживання — 53 чол./ км².

## Політика
25 травня 2014 року відбулися Президентські вибори України. У межах Полтавського району було створено 56 виборчих дільниць. Явка на виборах складала — 63,43 % (проголосували 33 955 із 53 535 виборців). Найбільшу кількість голосів отримав Петро Порошенко — 54,45 % (18 489 виборців); Юлія Тимошенко — 14,91 % (5 063 виборців), Олег Ляшко — 10,36 % (3 519 виборців), Анатолій Гриценко — 5,61 % (1 905 виборців), Сергій Тігіпко — 3,65 % (1 240 виборців). Решта кандидатів набрали меншу кількість голосів. Кількість недійсних або зіпсованих бюлетенів — 1,25 %.

## Пам'ятки
- Пам'ятки монументального мистецтва Полтавського району
- Пам'ятки історії Полтавського району

## Персоналії
8 уродженців району за подвиги в роки Радянсько-німецької війни нагороджені званням Героя Радянського Союзу.
В с. Розсошенці живуть і працюють два письменники — Юрій Дмитренко та Володимир Карпенко.